# عامل بدء

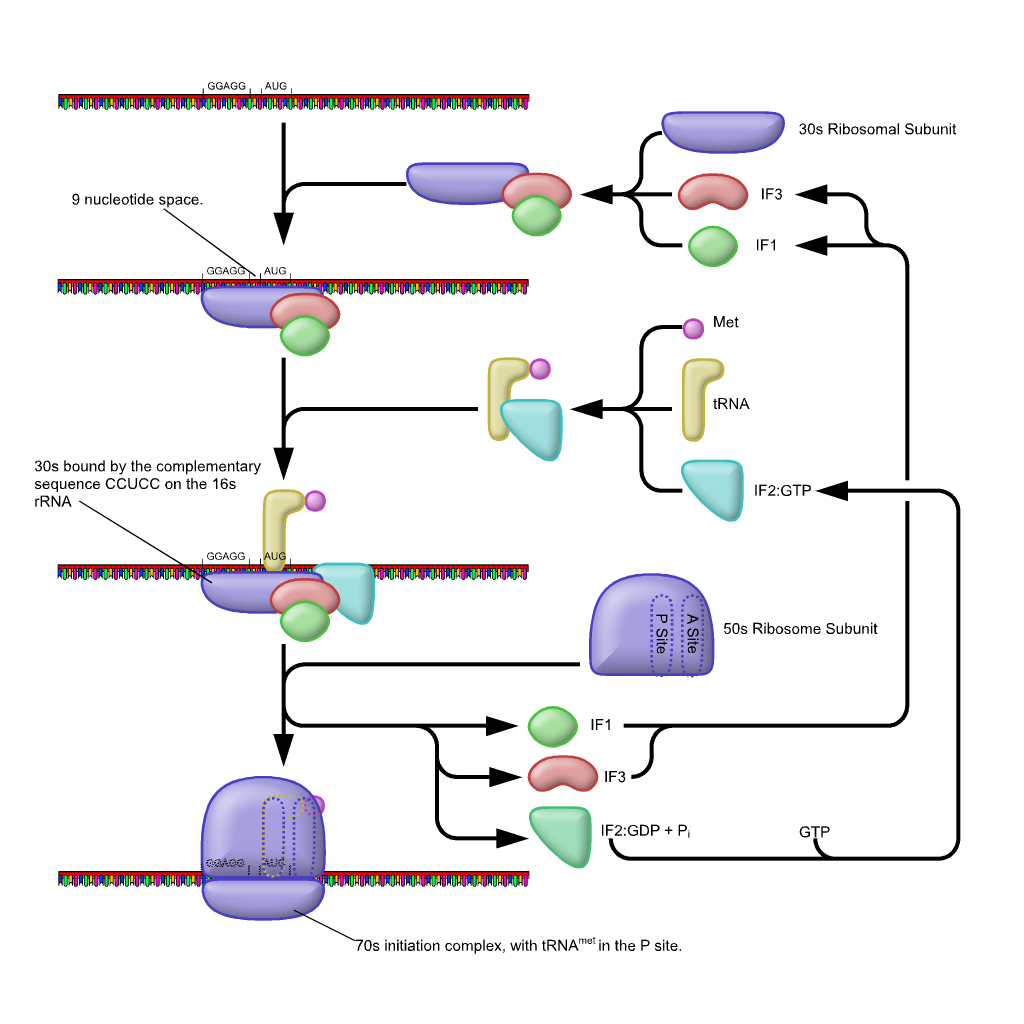
مخطط توضيحي لعملية بدء ترجمة البروتين لدى بدائيات النوى.

عامل البدء أو عامل الابتداء (بالإنجليزية: Initiation factor)‏ هي بروتينات ومركبات بروتينية ترتبط بالوحدة الفرعية الصغيرة للريبوسوم لبدء عملية الترجمة التي هي جزء من تخليق البروتين.
تتآثر عوامل البدء مع المثبطات لإبطاء أو إيقاف الترجمة وتتآثر كذلك مع المنشطات ليساعدها على بدء أوزيادة معدل الترجمة. تسمى عوامل البدء لدى البكتيريا بـIf (كمثال: IF3 ،IF2 ،IF1...) ولدى حقيقيات النوى بـeIF (كمثال: eIF3 ،eIF2 ،eIF1...). لدى حقيقيات النوى تسمى هذه العوامل كذلك بعوامل النسخ أو عوامل σ.
الطفرات في الجينات المشفِّرة للوحدات الفرعية لمركب eIF-2B مسؤولة عن مرض وراثي محدد من حثل المادة البيضاء.

## عوامل البدء لدى بدائيات النوى

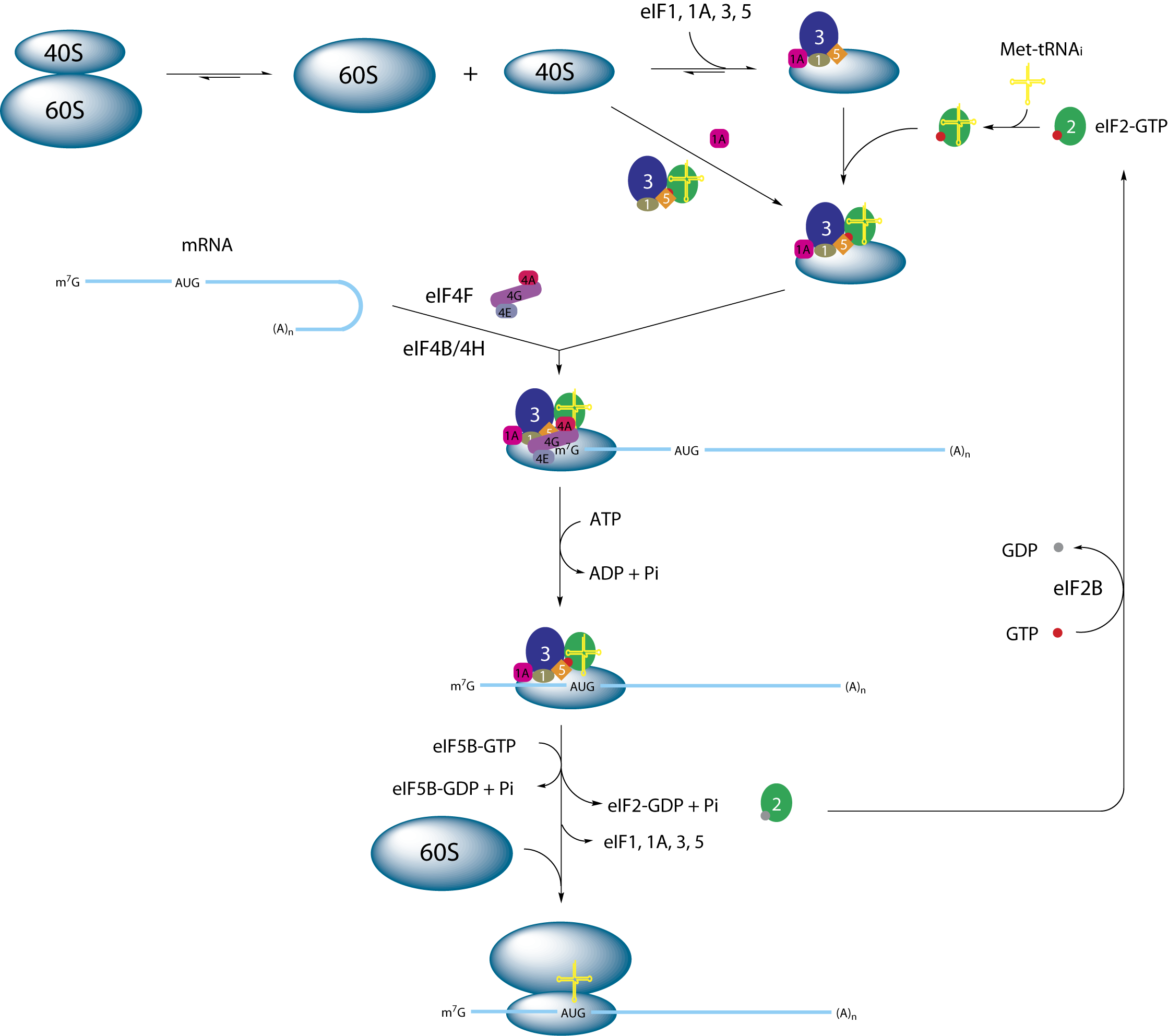
مخطط توضيحي لعملية بد الترجمة لدى حقيقيات النوى. لم توضح سوى عوامل البدء الأكثر أهمية.

لدى بدائيات النوى أو البكتيريا ثلاث عوامل بدء تسمى (IF3 ،IF2 ،IF1)، ترتبط بالوحدة الفرعية الصغيرة 30S من الريبوسوم أثناء تكون مركب بدء الترجمة وتعمل معا على بدء الترجمة ولكل منها وظيفة محددة:
- IF3: يرتبط بالوحدة الفرعية الصغيرة 30S من الريبوسوم ويمنع ترابطها مع الوحدة الكبيرة 50S، ويلعب دورا في التأكد من تآثر كودون البدء مع الرنا الناقل البادئ، ويضمن كذلك التكوين الصحيح لمركب ريبوسوم/رنا رسول/رنا ناقل. ويبدو كذلك أن هذا العامل يستطيع قص الوحدتين الصغيرة والكبيرة بعد الترجمة.[4]
- IF2: وهو جتباز (GTPase) يُثبت جزي GTP (غوانوزين ثلاثي الفوسفات) لحلمأته بحيث يستفيد من الطاقة المحررة كل من العامل IF1، الوحدة الفرعية الصغيرة والرنا الناقل البادئ. ويتعرف على الرنا الناقل البادئ الحامل للحمض الأميني N-فورميل ميثونين [الإنجليزية] (وهو الرنا الحامل للميثونين المفرمل، أول حمض أميني في السلسلة البروتينية) ويقوده إلى الموقع P من الوحدة الفرعية 30S.
- IF1: يرتبط بالموقع A من الريبوسوم ويمنع ارتباط الرنا الناقل البادئ به. كما يعزز نشاط العاملين IF2 وIF3.

بعد ارتباط الرنا الناقل البادئ (tRNAfMet) بالوحدة الفرعية 30S، ينفصل العامل IF3 عن المركب. يسمح انفصال العامل IF3 بارتباط الوحدة الفرعية الكبيرة 50S. حلمأة الـGTP إلى GDP+Pi تعمل على تحرير العامل IF2 وبدء عملية الترجمة.